# Néos Kósmos (Athènes)
Pour les articles homonymes, voir Néos Kósmos.
Néos Kósmos (en grec moderne : Νέος Κόσμος, en français : Nouveau Monde) est un quartier d'Athènes, en Grèce. Il est proche du centre historique et est bordé par les villes de Néa Smýrni et Dáfni au sud, ainsi que par les quartiers athéniens de Koukáki à l'ouest, Mets au nord-est et Ágios Artémios à l'est.

## Source
- (el) Cet article est partiellement ou en totalité issu de l’article de Wikipédia en grec moderne intitulé « Νέος Κόσμος (Αθήνα) » (voir la liste des auteurs).